# Studentski Grad (Sofia)

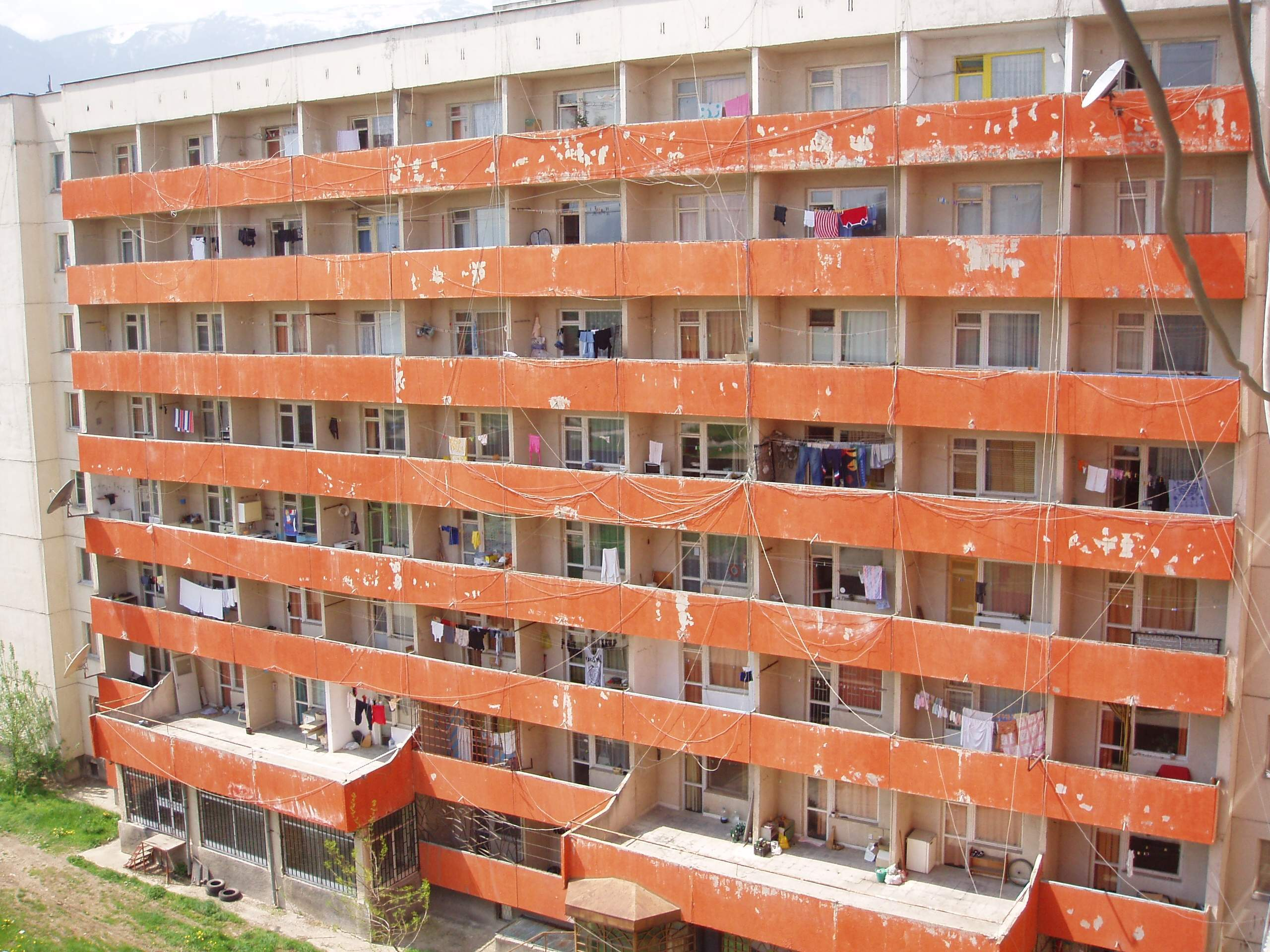
Verwaarloosd woonblok (59a) in Studentski Grad.

Studentski Grad (Bulgaars: Студентски град) is het stadsdeel dat voornamelijk bewoond wordt door de grote studentenpopulatie in Sofia en tevens een van de 24 districten van Sofia. Het district werd in de jaren tachtig ingesteld en heeft circa 72.000 inwoners, het grote aantal tijdelijke inwoners niet meegerekend.
De wijk heeft een gevarieerde bevolkingssamenstelling en de huizenbouw varieert van goedkope studentenhuisvesting in communistische woningbouw tot nieuwe residenties, winkelcentra en nachtclubs. 
De wijk heeft als bijnaam "Stuttgart", omdat de afkorting Stud. (Studentski, "student") en grad ("stad") sterke overeenkomsten vertoont met de naam van de Duitse stad Stuttgart.